# Liste der denkmalgeschützten Objekte in Mířkov
Grundlage dieser Liste der denkmalgeschützten Objekte in Mířkov ist die ÚSKP-Liste (Ústřední seznam kulturních památek České republiky, deutsch Zentrale Liste der Kulturdenkmäler der Tschechischen Republik), die von der tschechischen Denkmalschutzbehörde NPÚ (Národní památkový ústav, deutsch Nationale Denkmalbehörde) seit 1987 geführt wird und an die seit dem Jahr 1850 geschaffenen Listen anschließt.

## Denkmalgeschützte Objekte nach Ortsteilen

### Mířkov
| Lage                            | Objekt          | Beschreibung | ÚSKP-Nr.                  | Bild           |
| ------------------------------- | --------------- | ------------ | ------------------------- | -------------- |
| Mířkov, Dorfplatz (Standort)    | Kirche St. Veit |              | 15927/4-2146 Info Katalog | weitere Bilder |
| Mířkov 23, Dorfplatz (Standort) | Bauernhof       |              | 104314 Info Katalog       | weitere Bilder |

### Křakov
| Lage                                  | Objekt            | Beschreibung | ÚSKP-Nr.                  | Bild           |
| ------------------------------------- | ----------------- | ------------ | ------------------------- | -------------- |
| Křakov, südlicher Ortsrand (Standort) | Kirche St. Wenzel |              | 32093/4-2204 Info Katalog | weitere Bilder |